# Novoguireïevo
Novoguireïevo (Муниципальный округ Метрогородок) est un district municipal de Moscou, dépendant du district administratif est.

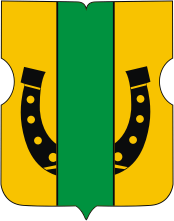
Armes du district
Drapeau du district

## Histoire

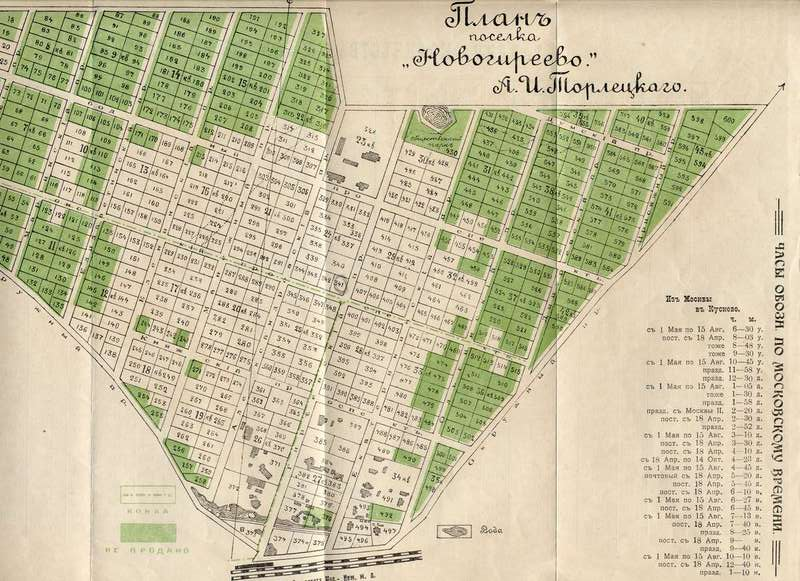
Plan du lotissement de Torletski.

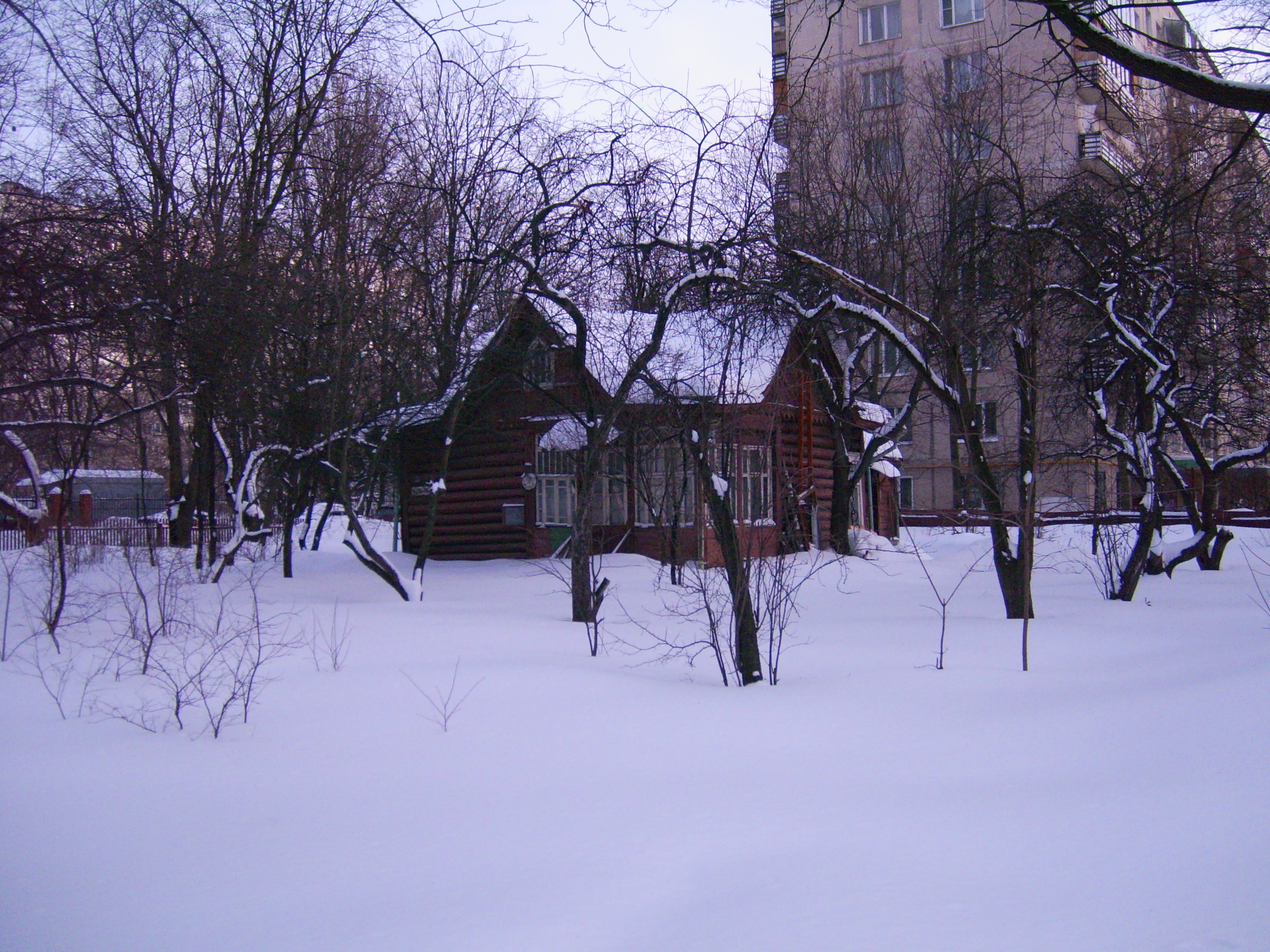
Datcha de l'acteur-réalisateur Alexeï Diki qu'il habita de 1916 à 1955.

Au début du XXe siècle, un jeune homme, Alexandre Ivanovitch Torletski (né vers 1885), hérite de terres inhabitées et décide d'y faire construire un lotissement de datchas de villégiature, profitant de la proximité de Moscou. Le lotissement est situé au sud du village de Guireïevo, sur le territoire désormais limité par le chemin de fer Moscou-Nijni Novgorod au sud, l'actuelle rue Novoguireïevskaïa à l'ouest et à l'est la limite n'atteint pas la rue Molostovykh. Les datchas bénéficient de l'eau courante, grâce à la construction d'un château d'eau, de l'électricité, grâce à une station d'éléctricité fonctionnant avec un moteur diesel et du tout-à-l'égout et il existe même une station de téléphone. La moitié des parcelles de terrain sont vendues en un an. Une ligne hippomobile relie le village de datchas au nouveau quai à quelques verstes permettant d'accéder en une vingtaine de minutes par le train à Moscou.
Le village de Guireïevo et le lotissement de Novoguireïevo entrent dans la municipalité de Moscou en 1960. Ils sont démolis dans les années 1965-1970 et un grand plan d'urbanisation se poursuit dès lors jusqu'à aujourd'hui.

## Galerie

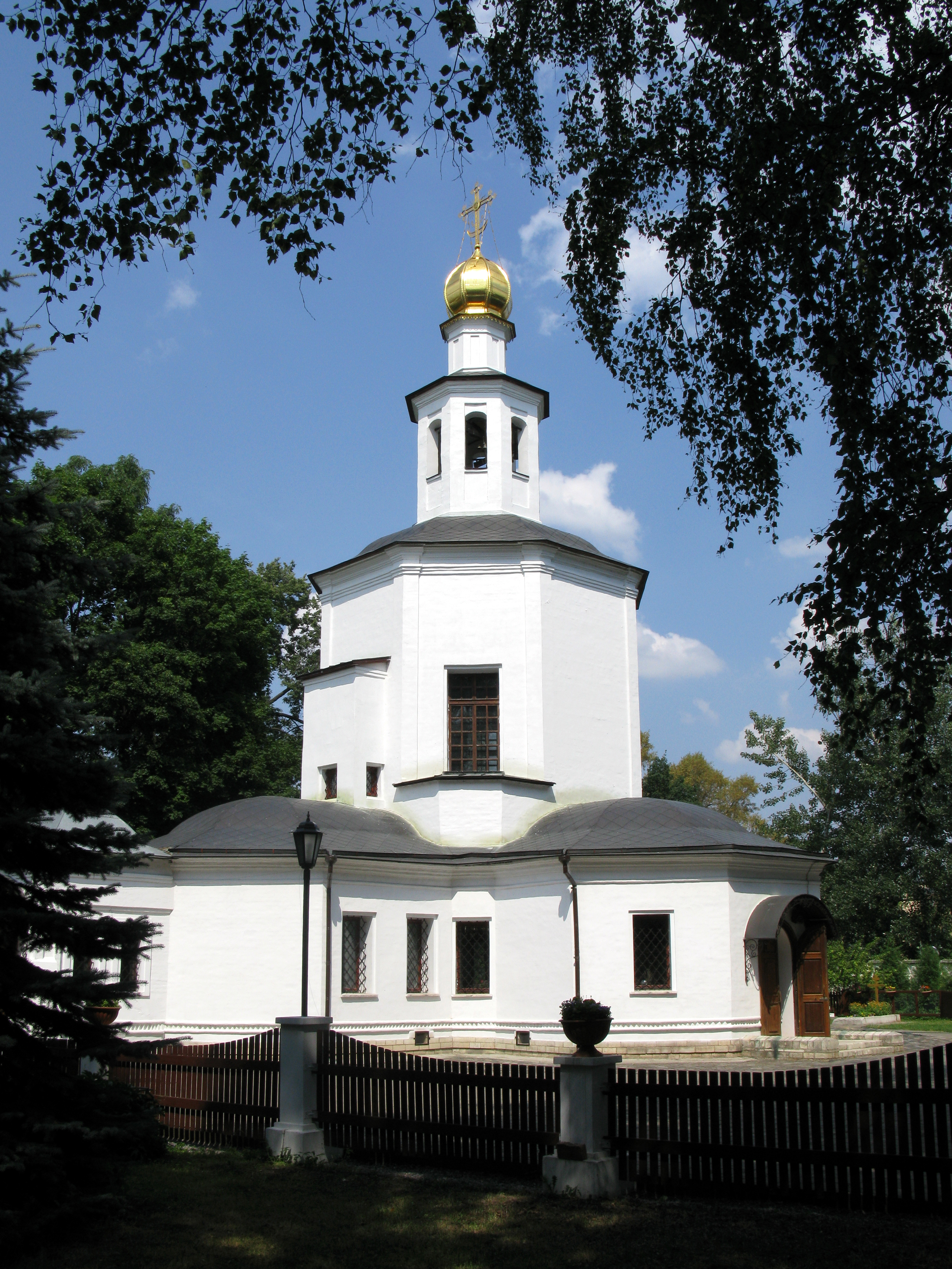
Église du Sauveur de Guireïevo.
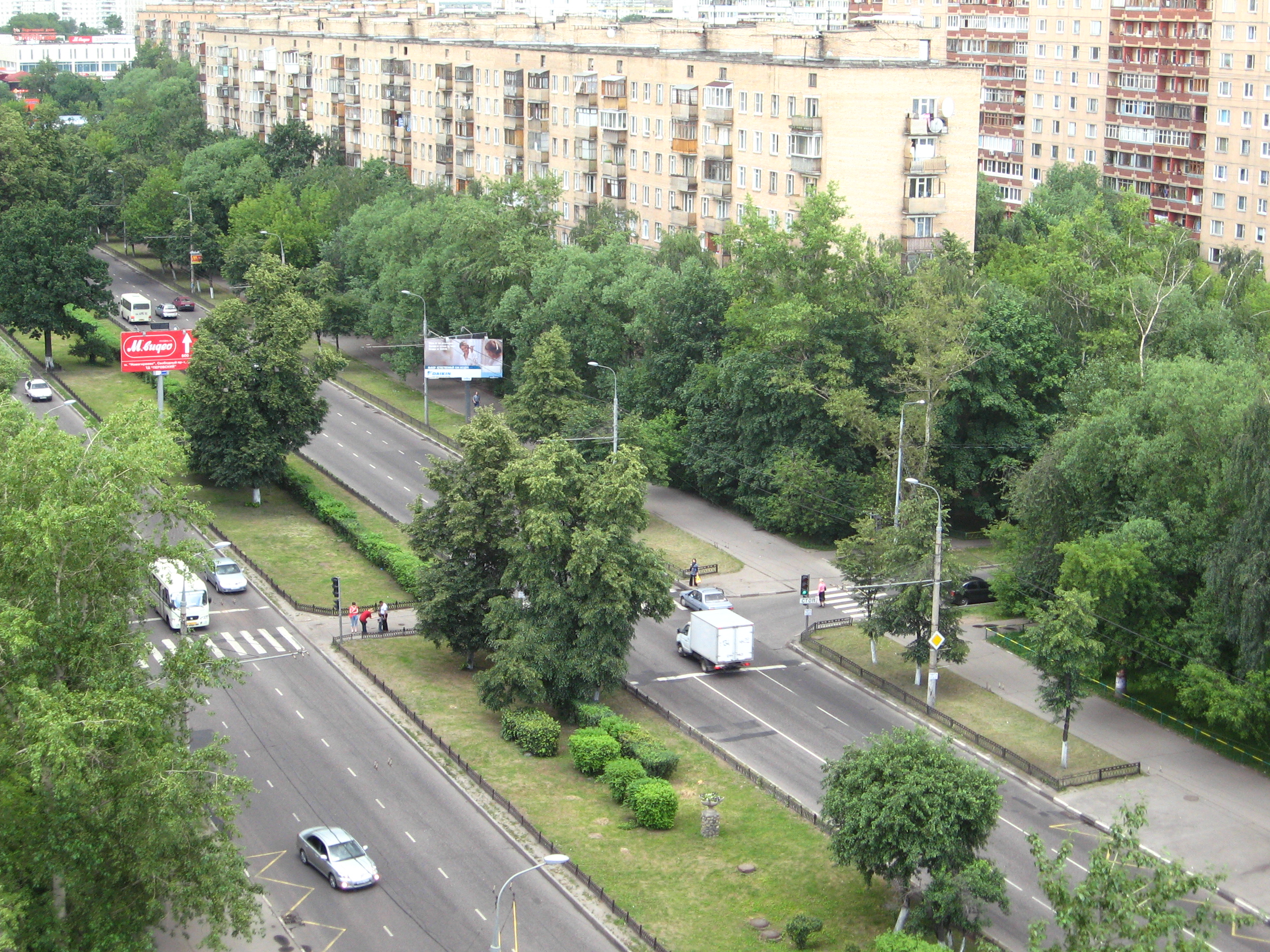
Prospekt Svobodny (perspective de la Liberté).
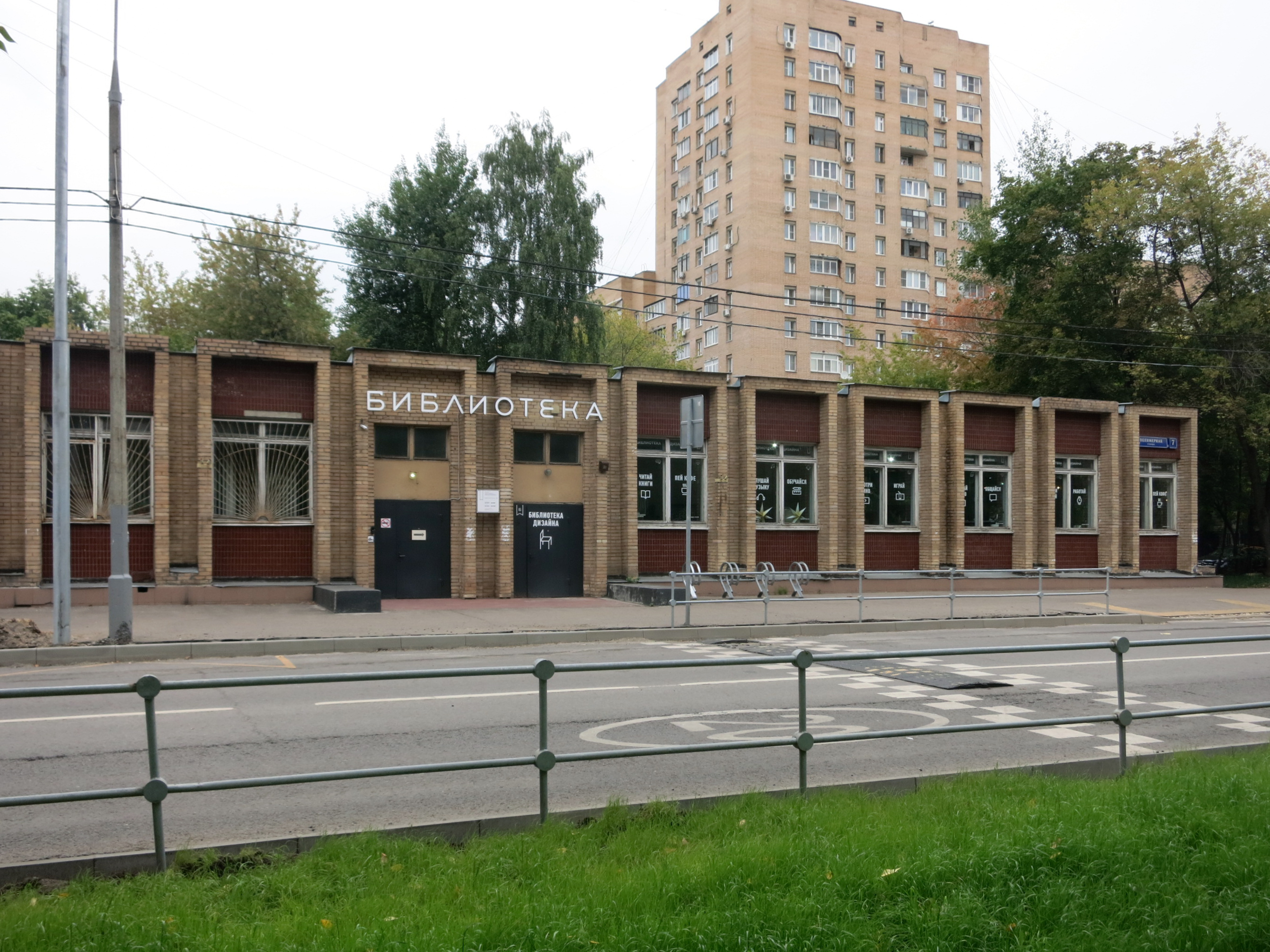
Bibliothèque, rue Polimernaïa.
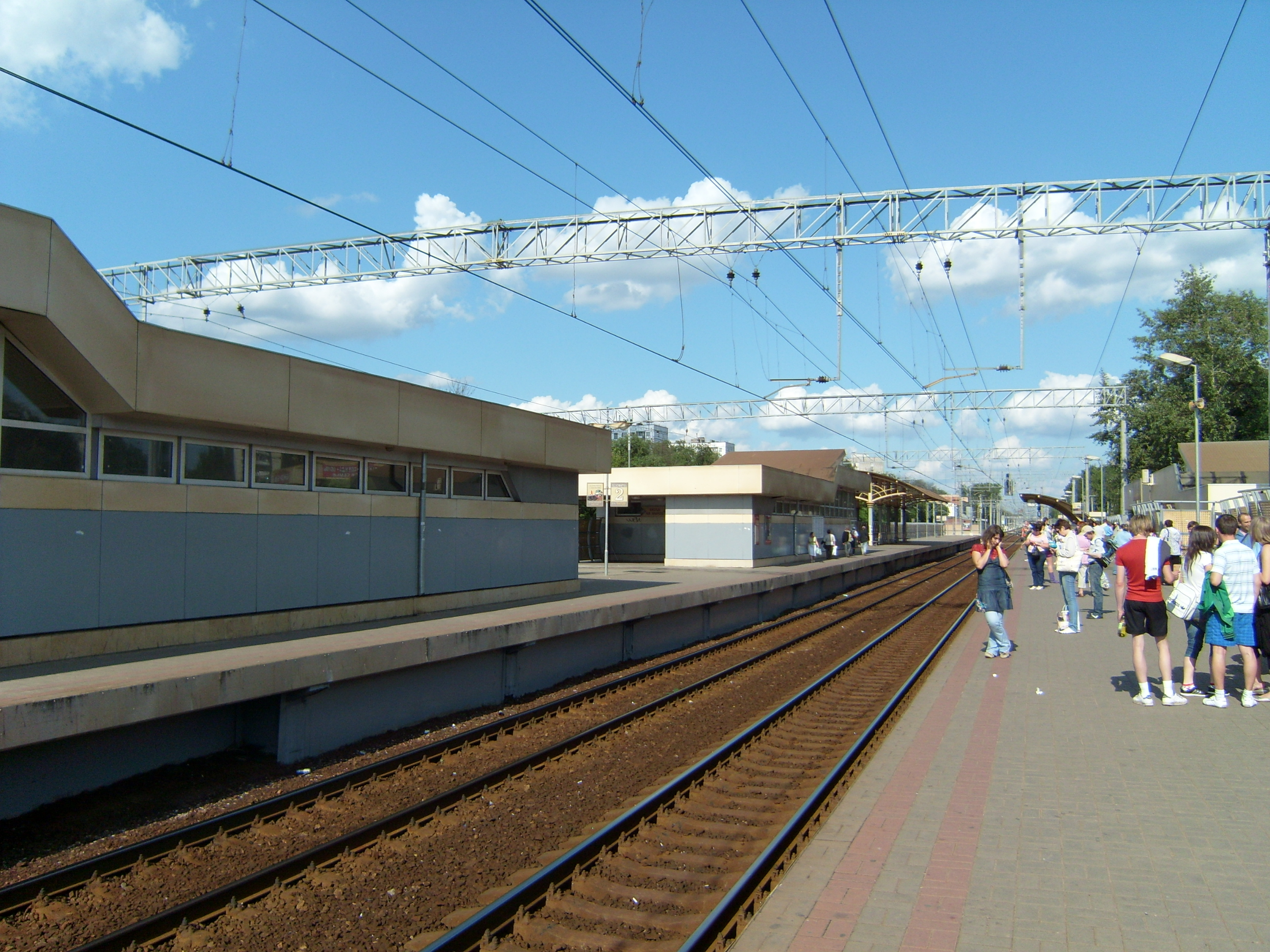
Quai de chemin de fer de l'arrêt de Novoguireïevo.